# Horst Antes
Horst Antes (Heppenheim, 28 de octubre de 1936) es un artista y escultor alemán contemporáneo de tendencia expresionista. Su obra se caracteriza por la presencia de la forma Kopffüßler («cefalópodo»), que descubrió en torno al año 1960 y que preocupó al artista en numerosas variaciones y técnicas artísticas. 
Después de su Abitur, Antes estudió desde 1957 a 1959 con HAP Grieshaber en la Academia de Bellas Artes de Karsruhe, hoy Academia Estatal, en Karlsruhe. En 1959, la obra del artista recibió dos premios, el de arte de la ciudad de Hanóver y el Pankofer con ocasión del Premio al arte juvenil alemán. 

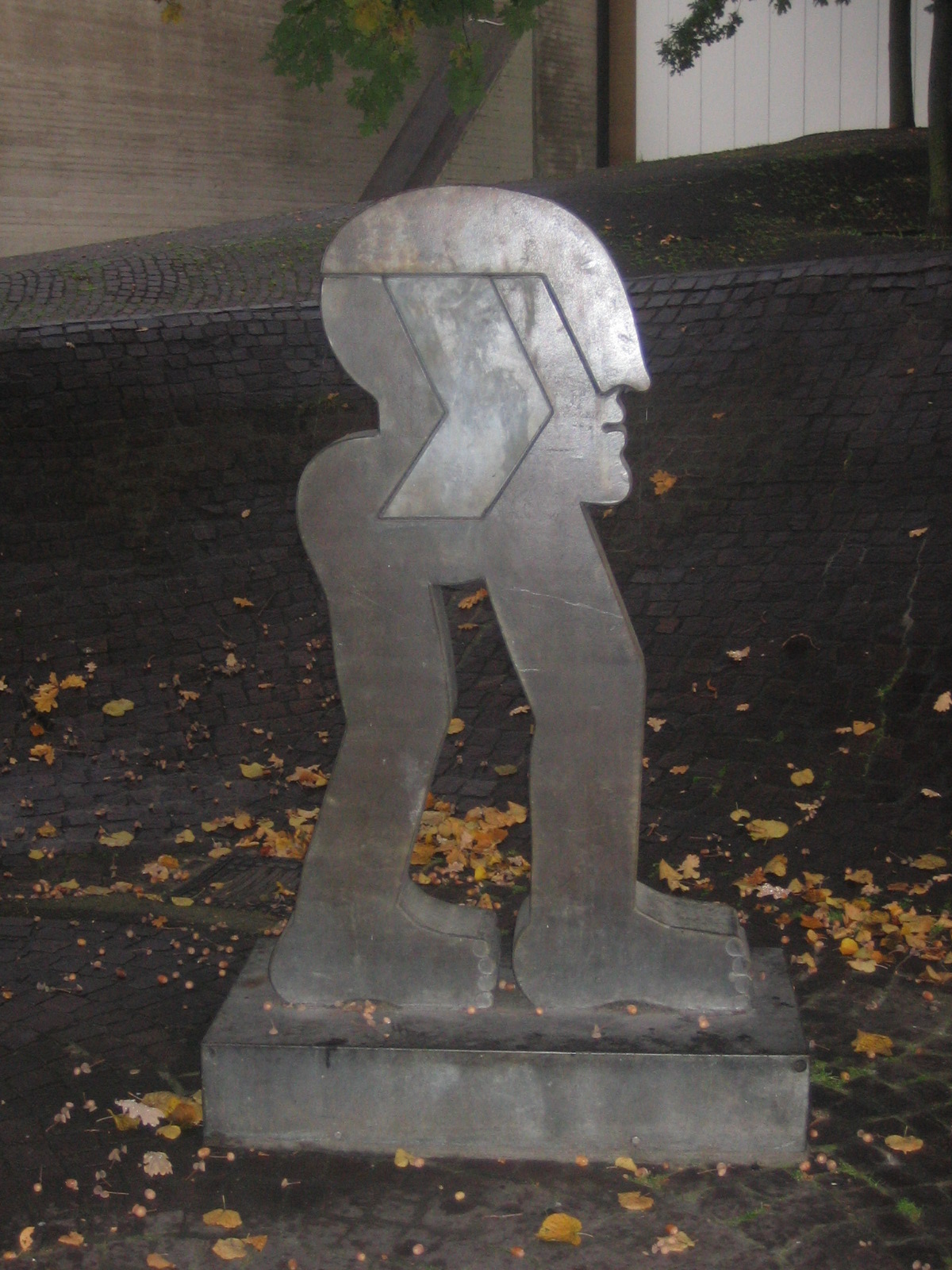
Horst Antes: Kopffüßler en Hanóver.

En sus primeras pinturas, Antes buscó un camino de alguna forma entre la pintura figurativa y el informalismo. Uno de sus más importantes modelos fue Willem de Kooning. Alrededor del año 1960 Antes descubrió su Kopffüßler, una forma que preocupó al artista en numerosas variaciones y técnicas artísticas. Para el año 1963 su Kopffüßlerfue desarrollado totalmente en sus premisas estilísticas y conceptuales y se convirtió también en obligatoria en su obra escultórica, que comenzó ese mismo año. El artista recibió varias becas y premios en los sesenta, incluyendo el Premio Villa Romana de Florencia en 1962 y la beca Villa Massimo en Roma en 1963. Tres años más tarde, con sólo 29 años de edad, Antes aceptó un puesto de profesor en la Academia de Karlsruhe. A esto le siguió un puesto de profesor también en Karlsruhe que mantuvo entre 1967 y 1973, así como un año como profesor invitado en la Staatliche Hochschule für Bildende Künste de Berlín. El artista reanudó la enseñanza en la Academia de Karlsruhe en 1984 y siguió enseñando allí durante otros 16 años. La capital regional lo recompensó con el premio Hans-Molfenter en 1989. 
Desde 1990 Antes ha vivido y trabajado en Karlsruhe, Florencia y Berlín. Su obra incluye no sólo pintura y arte gráfico sino también esculturas en espacios públicos. Sus obras se exponen por todo el mundo y están presentes en las principales colecciones de arte contemporáneo de Alemania, como en el Kunsthalle de Hamburgo, el Museo Ludwig de Colonia o la Neue Nationalgalerie de Berlín.